# 天主教毛淡棉教區
天主教毛淡棉教區 （拉丁語：Dioecesis Maulamyinensis）是羅馬天主教的一個教區，位於緬甸南部海岸，包括德林達依省全部和孟邦一部，面積51,780平方公里。受仰光總教區管轄。
1993年3月22日升格為教區。
現任主教為雷門·波萊。2004年有8個堂區、7,771教友、16名司鐸。